# Хиперболична функция
Хиперболичната функция е въведена по аналогия с познатите от елементарната геометрия тригонометрични функции, чрез замяна на реалния аргумент с чисто имагинерен. Тригонометричните функции се наричат още 'кръгови', тъй като за тях е в сила {\displaystyle \cos ^{2}(x)+\sin ^{2}(x)=1}, докато за хиперболическите {\displaystyle \cosh ^{2}(x)-\sinh ^{2}(x)=1}, което е уравнение за хипербола, като променливите са съответните означения за хиперболичен косинус и синус. Графиката на хиперболата се дават в табличен вид произволни стойности (-∞;-1) и (1;+∞). Графиката на тази функция никога не пресича О, Ox или Oy, в координатната система. Препоръчително е за x да се изберат 3 отрицателни числа и същите 3 числа обаче с положителен знак и в обратен ред. Примерно -3; -2; -1; 1; 2; 3.

## Стандартни аналитични изрази
Хиперболичните функции са:
- Хиперболичен синус:

{\displaystyle \sinh x={\frac {e^{x}-e^{-x}}{2}}={\frac {e^{2x}-1}{2e^{x}}}={\frac {1-e^{-2x}}{2e^{-x}}}}.
- Хиперболичен косинус:

{\displaystyle \cosh x={\frac {e^{x}+e^{-x}}{2}}={\frac {e^{2x}+1}{2e^{x}}}={\frac {1+e^{-2x}}{2e^{-x}}}}.
- Хиперболичен тангенс:

{\displaystyle \tanh x={\frac {\sinh x}{\cosh x}}={\frac {e^{x}-e^{-x}}{e^{x}+e^{-x}}}=}
{\displaystyle ={\frac {e^{2x}-1}{e^{2x}+1}}={\frac {1-e^{-2x}}{1+e^{-2x}}}}.
- Хиперболичен котангенс: {\displaystyle x\not =0}

{\displaystyle \coth x={\frac {\cosh x}{\sinh x}}={\frac {e^{x}+e^{-x}}{e^{x}-e^{-x}}}=}
{\displaystyle ={\frac {e^{2x}+1}{e^{2x}-1}}={\frac {1+e^{-2x}}{1-e^{-2x}}}}
- Хиперболичен секанс:

{\displaystyle \operatorname {sech} \,x={\frac {1}{\cosh x}}={\frac {2}{e^{x}+e^{-x}}}=}
{\displaystyle ={\frac {2e^{x}}{e^{2x}+1}}={\frac {2e^{-x}}{1+e^{-2x}}}}
- Хиперболичен косеканс: {\displaystyle x\not =0}

{\displaystyle \operatorname {csch} \,x={\frac {1}{\sinh x}}={\frac {2}{e^{x}-e^{-x}}}=}
{\displaystyle ={\frac {2e^{x}}{e^{2x}-1}}={\frac {2e^{-x}}{1-e^{-2x}}}}
Хиперболичните функции могат да бъдат изведени и в комплексна форма:
- Хиперболичен синус:

{\displaystyle \sinh x=-i\sin(ix)}
- Хиперболичен косинус:

{\displaystyle \cosh x=\cos(ix)}
- Хиперболичен тангенс:

{\displaystyle \tanh x=-i\tan(ix)}
- Хиперболичен котангенс:

{\displaystyle \coth x=i\cot(ix)}
- Хиперболичен секанс:

{\displaystyle \operatorname {sech} x=\sec(ix)}
- Хиперболичен косеканс:

{\displaystyle \operatorname {csch} x=i\csc(ix)}
където {\displaystyle i} е имагинерната единица със свойство {\displaystyle i^{2}=-1}.
Комплексните форми в по-горните определения се извеждат от формулата на Ойлер.

## Специален смисъл

### Хиперболичен косинус
Може да бъде доказано, че площта под кривата на cosh (x) в краен интервал е винаги равна на дължината на дъгата, съответстваща на този интервал:
{\displaystyle {\text{площ}}=\int _{a}^{b}{\cosh {(x)}}\ dx=\int _{a}^{b}{\sqrt {1+\left({\frac {d}{dx}}\cosh {(x)}\right)^{2}}}\ dx={\text{дължина на дъгата}}}

### Хиперболичен тангенс
Хиперболичният тангенс е решението на диференциалното уравнение {\displaystyle f'=1-f^{2}} за f(0)=0 и нелинейната краева задача:
{\displaystyle {\frac {1}{2}}f''=f^{3}-f;\quad f(0)=f'(\infty )=0}

## Вижте още
- Обратни хиперболични функции